# 리타 (가수)
리타(ריטה; 본명:리타 야한파루즈 1962년 3월 24일 ~ )는 이란 출신 이스라엘의 가수이다. 유로비전 송 콘테스트 1990에서 이스라엘 대표로 참가했다.

## 같이 보기
- 미즈라흐 유대인